# Джефф Ганнеман
Джеффрі Джон (Джефф) Ганнеман (англ. Jeffrey John (Jeff) Hanneman) — гітарист та один із засновників американського треш-метал гурту Slayer. Ганнеман виріс в Лос-Анджелесі, в сім'ї ветерана війни, що зіграло свою роль в його захопленні військовою тематикою. Часто це захоплення знаходить віддзеркалення в піснях написаних Ганнеманом, наприклад «Angel of Death».
На Ганнемана справив вплив панк-рок. Джеф вніс до Slayer швидке та агресивніше звучання. Він бере участь в написанні текстів та музичного матеріалу для кожного альбому Slayer, до числа написаних ним пісень відносяться «Raining Blood», «War Ensemble», «Seasons in the Abyss» та «Angel of Death», які виконуються майже на кожному концерті гурту.